# Pęzy
Pęzy – wieś w Polsce położona w województwie podlaskim, w powiecie wysokomazowieckim, w gminie Sokoły.
W latach 1975–1998 miejscowość administracyjnie należała do województwa łomżyńskiego.
Wierni kościoła rzymskokatolickiego należą do parafii  Wniebowzięcia NMP w Sokołach.

## Historia
Założone najprawdopodobniej na początku XV w. Pierwsi osadnicy przybyli z Pęs, obecnie Pęza koło Nowogrodu. W roku 1466 wzmiankowani: Paweł de Pansche herbu Bujno i jego 9 synów.
W I Rzeczypospolitej miejscowość należała do ziemi bielskiej.
W roku 1827 Pęzy liczyły 16 domów i 102 mieszkańców. Nazywane również Penzy jak i Pęsy. Pod koniec wieku XIX wieś drobnoszlachecka należąca do powiatu mazowieckiego, gmina i parafia Sokoły.
W roku 1921 Penzy. Naliczono tu 16 budynków z przeznaczeniem mieszkalnym oraz 78 mieszkańców (35 mężczyzn i 43 kobiety). Wszyscy podali narodowość polską.